# Witalij Kolesnik
Witalij Nikołajewicz Kolesnik (ros. Виталий Николаевич Колесник; ur. 20 sierpnia 1979 w Ust-Kamienogorsku, Kazachska SRR) – kazachski hokeista, reprezentant Kazachstanu, olimpijczyk.

## Kariera
- Torpedo Ust'-Kamienogorsk / Kazcynk-Torpedo (1997-2005)
- Lowell Lock Monsters (2005-2006)
- Colorado Avalanche (2005-2006)
- Chimik Mytiszczi / Atłant Mytiszczi (2006-2009)
- Saławat Jułajew Ufa (2009-2012)
- Łokomotiw Jarosław (2012-2016)
- Barys Astana (2016-2017)

Wychowanek Torpedo Ust-Kamienogorsk. Od 2012 zawodnik Łokomitiwu. W marcu przedłużył kontrakt o dwa lata. Odszedł z klubu w kwietniu 2016. Od maja 2016 zawodnik Barysu Astana. Po sezonie KHL (2016/2017) odszedł z klubu.
Uczestniczył w turniejach mistrzostw świata w 2001, 2002, 2003, 2004, 2005, 2011, 2012, 2013, 2016, 2017, zimowych igrzysk olimpijskich 2006, zimowych igrzysk azjatyckich 2011, 2017.

## Sukcesy
Reprezentacyjne
- Złoty medal zimowych igrzysk azjatyckich: 2011, 2017
- Awans do MŚ Elity: 2003, 2009, 2011, 2013

Klubowe
- Złoty medal mistrzostw Kazachstanu: 1998, 2000, 2001, 2002, 2003, 2004, 2005 z Torpedo Jar
- Złoty medal mistrzostw Rosji: 2011 z Saławatem Jułajew Ufa
- Brązowy medal mistrzostw Rosji: 2014 z Łokomotiwem Jarosław

Indywidualne
- Mistrzostwa Świata w Hokeju na Lodzie 2003/I Dywizja Grupa A:
  - Pierwsze miejsce w klasyfikacji skuteczności interwencji: 97,44%[5]
  - Pierwsze miejsce w klasyfikacji średniej goli straconych na mecz: 0,65[6]
- AHL All-Star Game: 2006
- KHL (2008/2009):
  - Najlepszy bramkarz miesiąca: październik 2008
  - Pierwsze miejsce w klasyfikacji skuteczności interwencji w sezonie zasadniczym: 94,5%
  - Drugie miejsce w klasyfikacji średniej goli straconych na mecz w sezonie zasadniczym: 1,59
- KHL (2009/2010):
  - Czwarte miejsce w klasyfikacji meczów bez straty gola w sezonie zasadniczym: 5
- KHL (2010/2011):
  - Czwarte miejsce w klasyfikacji meczów bez straty gola w fazie play-off: 1 mecz
- Mistrzostwa Świata w Hokeju na Lodzie 2012/Elita:
  - Jeden z trzech najlepszych zawodników reprezentacji
- Mistrzostwa Świata w Hokeju na Lodzie 2013/I Dywizja Grupa A:
  - Pierwsze miejsce w klasyfikacji skuteczności interwencji turnieju: 96,77%
  - Drugie miejsce w klasyfikacji średniej goli straconych na mecz turnieju: 0,87
  - Najlepszy zawodnik reprezentacji
- KHL (2013/2014):
  - Drugie miejsce w klasyfikacji skuteczności interwencji w sezonie zasadniczym: 94,6%
  - Drugie miejsce w klasyfikacji średniej goli straconych na mecz w sezonie zasadniczym: 1,51
- Mistrzostwa Świata w Hokeju na Lodzie 2016/Elita:
  - Jeden z trzech najlepszych zawodników reprezentacji w turnieju[7]
  - Najlepszy zawodnik reprezentacji w turnieju[8]